# Onegai My Melody
Onegai My Melody (jap: おねがいマイメロデ, pol: Proszę, My Melody) – japońskie anime wyprodukowane przez Studio Comet opierające się na jednej z najpopularniejszych postaci z uniwersum Sanrio, My Melody. Jest to pierwsze anime z użyciem tej postaci.Serial został wyreżyserowany przez Makoto Moriwaki, wyprodukowany przez Hideyuki Kachi oraz Kazuya Watanabei napisany przez Takashi Yamada. Postacie zostały zaprojektowane przez Tomoko Miyakawa. Produkcję można było oglądać na TV Osaka i TV Tokio od 3 kwietnia 2005 do 26 marca 2006. Anime powstało w 2005 z okazji 30 urodzin postaci My Melody, która cieszyła się sporą popularnością wśród dzieci i dorosłych w Japonii. 

## Serial
Oryginalna seria składa się z 52 odcinków, każdy kolejny sezon posiada taką samą liczbę odcinków. 2 kwietnia 2006 ukazał się sequel: „Onegai My Melody: KuruKuru Shuffle”, transmitowano go na TV Osaka oraz TV Tokio do 25 marca 2007. 1 kwietnia 2007 ukazał się trzeci sezon: „Onegai My Melody: Sukkiri” i był transmitowany na tych samych stacjach co poprzednie sezony. Każdy odcinek miał 9 minut i był emitowany w ramach „Anime Lobby”. Sezon trzeci trwał do 30 marca 2008. „Onegai My Melody: Kirara” to ostatni sezon, jego wydarzenia dzieją się przed wydarzeniami sprzed pierwszych trzech sezonów. Emitowało go jedynie TV Tokio od 6 kwietnia 2008 do 29 marca 2009.

## Onegai My Melody w innych mediach
11 sierpnia 2012 w kinach pojawił się również krótkometrażowy film anime „Onegai My Melody: Yū & Ai”. W filmie pojawiają się jedynie postaci z Marilandu, nie jest powiązany z serialem. W 2013 powstała również pierwsza powieść Sanrio - „Onegai My Melody High School~”,która opowiada o wydarzeniach 3 lata po sezonie „Onegai My Melody: Sukkiri”. Firma TDK core 22 grudnia 2005 wydała na konsolę Nintendo DS grę o tytule „Onegai My Melody: The Great Adventure in Dreamland”. Jest to gra akcji w której My Melody pomaga przyjaciołom z Marilandu i unika ataków Kuromi i Baku. Sama gra ma niewiele wspólnego z fabułą anime, ale niektóre ludzkie postacie pojawiają się w piosenkach lub bonusowych poziomach.

## Fabuła
Mały królik z krainy Mariland o imieniu My Melody zostaje wyznaczony przez króla aby pokonać Kuromi - królika znanego ze swojego czarnego ubranka i diablego ogona, oraz Baku - fioletowego tapira, który lata za pomocą swoich uszu. Antagoniści uciekają do świata ludzi, gdzie współpracując z mocą zła dają ludziom koszmary. Jeśli My Melody zamieni koszmar w dobre doświadczenie- dostaje różową nutkę, jednak jeśli osobie będzie się podobać jej koszmar, Kuromi dostanie czarną nutkę. My Melody odnajduje się w ludzkim świecie z pomocą Uty Yumeno, nastoletniej dziewczyny, która jej pomaga walczyć ze złem. Kuromi i Baku współpracują z Hiiragim Keiichi oraz Jun Keiichi aby zdobywać ciemną moc. Gdy ciemna moc zdobędzie 100 nutek, Mariland, który jest stworzony z ludzkich marzeń, zniknie, jednak jeśli My Melody zdobędzie 100 nutek, jej świat zostanie ocalony. Serie z udziałem Uty Yumeno obejmują od pierszego sezonu do Sukkiri, następnie pojawia się też w noweli Highschool. Sezon Kirara dzieje się przed wydarzeniami z udziałem Uty, natomiast film Yu&Ai opowiada o wakacjach My Melody i jej relacjach z Kuromi.